# Bernard Tissot (géologue)
Pour les articles homonymes, voir Bernard Tissot (homonymie) et Tissot.
Bernard Tissot, né le 12 juin 1931 à Paris et mort les 2 novembre 2022 à Auray, est un ingénieur civil des mines et ingénieur géologue français, spécialiste de la géologie et de la géochimie du pétrole et du gaz naturel.

## Biographie
Bernard Pierre Henri Tissot obtient le diplôme d'ingénieur civil des mines à l'École nationale supérieure des mines de Paris en 1954, et d'ingénieur géologue à l'École du pétrole et des moteurs en 1955.
À l'Institut français du pétrole, Bernard Tissot effectue de nombreuses missions de géologie pétrolière en Nouvelle-Calédonie et au Sahara (1956-1960), il est chef de mission en Australie (1960-1963) puis chef du département de géochimie (1965-1978), directeur scientifique (1979-1988), directeur central recherche et développement (1988-1991) et directeur général adjoint chargé de la recherche et du développement (1991-1995) ; depuis 1995 il est directeur général honoraire. À l'École nationale supérieure du pétrole et des moteurs il est professeur de géochimie de 1970 à 1989.

## Travaux
Les travaux de Bernard Tissot ont principalement porté sur la genèse des hydrocarbures par dégradation thermique de la matière organique (dont sa modélisation cinétique), la caractérisation des kérogènes (dont la définition des trois principaux types et une classification des pétroles), l'évolution de la composition chimique des sédiments organiques puis du pétrole et du gaz en fonction de la température et de la profondeur d'enfouissement, l'étude de la migration des hydrocarbures depuis la roche-mère jusqu'aux réservoirs, l'étude des conditions de dépôt de la matière organique dans les sédiments actuels, et la participation à des campagnes de forage scientifique dans les océans. Il est l'auteur d'une centaine d'articles scientifiques dans les revues internationales et d'un traité de géologie pétrolière  .

## Hommages et distinctions
À partir de 1984, Bernard Tissot préside la Commission nationale d'évaluation des recherches sur la gestion des déchets radioactifs. En 1987 il est élu correspondant de l'Académie des sciences, puis membre en 2001.
En 1980 il reçoit la médaille Alfred Treibs (en) de la Geochemical Society américaine, en 1984 la médaille William Smith de la Geological Society britannique, la médaille Georges Millot de la Société géologique de France et en 1990 la médaille W. E. Pratt de l'American Association of Petroleum Geologists (en). Il est chevalier de l'ordre national du Mérite en 1984, lauréat du prix Gaz de France de l'Académie des sciences en 1987 et chevalier de l'ordre national de la Légion d'honneur en 1998. En 2004, l'Académie des sciences crée en son honneur le Grand prix Bernard et Odile Tissot.